# Colin Blunstone
Colin Blunstone, all'anagrafe Colin Edward Michael Blunstone (Hatfield, 24 giugno 1945), è un cantante e compositore britannico.
In una carriera di 50 anni, Blunstone diventa il vocalist della band rock The Zombies negli anni '60, con i quali registra quattro singoli Top 75 charts degli USA, come She's Not There, Tell Her No, She's Coming Home, e Time of the Season. Blunstone iniziò la sua carriera solista nel 1969, con tre singoli sotto lo pseudonimo di Neil MacArthur. Dopo realizzò dieci studio album, e uno dal vivo sotto vero nome. Alcune hits sono She's Not There, Say You Don't Mind, I Don't Believe in Miracles, How Could We Dare to Be Wrong, What Becomes of the Brokenhearted e The Tracks of My Tears.
È noto anche per la partecipazione al progetto The Alan Parsons Project.

## Biografia
Colin Edward Michael Blunstone nacque il 24 giugno 1945 a Hatfield, Hertfordshire. Frequentò la St Albans County Grammar School for Boys.
Rod Argent, Paul Atkinson, e Hugh Grundy suonarono assieme la prima volta nel 1961 a St Albans, Hertfordshire. Rod Argent voleva formare una band e chiese a suo cugino Jim Rodford di seguirlo come bassista. Rodford suonava in una band locale,  Bluetones, così declinò. Blunstone e Paul Arnold entrarono nel gruppo nel 1961, mentre cinque membri erano ancora a studenti a scuola. Dopo aver vinto una gara locale, registrarono un demo. Rod Argent scrisse She's Not There che valse un contratto con la Decca.

### Solista
La voce di Blunstone è considerata uno dei fattori principali del successo de the Zombies nel singolo, She's Not There, hit mondiale. Nel 1968, la band si sciolse appena terminato il baroque pop album Odessey and Oracle. Blunstone lavorò per breve tempo come impiegato nelle assicurazioni prima di ritornare a fare il musicista. Nel 1969 siglò un contratto con al Deram e pubblicò tre singoli sotto lo pseudonimo di Neil MacArthur, incluso il remake di "She's Not There", entrato in classifica UK.
Blunstone guadagnò il successo anche nel 1972 con "Say You Don't Mind" (che raggiunse la posizione 15 nel UK e scritta da futuro membro de Paul McCartney and Wings, Denny Laine) e "I Don't Believe in Miracles" (posizione 31 in UK e scritta dal membro degli Argent, Russ Ballard) con archi arrangiati da Christopher Gunning. Altri singoli furono "How Could We Dare to Be Wrong" nel 1973 (posizione 45 in UK) e "The Tracks of My Tears" nel 1982 (posizione 60 in UK).
One Year (1971), prodotto da Chris White fu il primo album solista di Blunstone e al suo interno si trova "Caroline Goodbye" che narra del suo addio con la modella e attrice Caroline Munro. Seguì Ennismore e Journey. Siglò un accordo con la etichetta di Elton John, The Rocket Record Company e pubblicò Planes (1976), Never Even Thought (1978) e Late Nights in Soho (1979).
Blunstone contribuì anche alla canzone di Dave Stewart hit cover version di What Becomes of the Brokenhearted (1980). Partecipò a diverse realizzazioni di The Alan Parsons Project incluso Eye in the Sky, dove canta in Old and Wise e Ammonia Avenue ("Dancing on a Highwire"). Nel 1984 assieme ad altri membri Parsons entra a far parte della band Keats.
Il nono album The Ghost of You And Me fu rilasciato in UK, Benelux e Scandinavia il 9 marzo 2009. Blunstone completò il tour con dodici date, il primo in diversi anni. Continuò il tour con Rod Argent come Zombies e i membri sopravvissuti nella reunion Odessey and Oracle, dell'aprile 2009.
Nel 2010, Sony Music rilasciò Colin Blunstone Original Album Classics, un tre dischi rimasterizzato dei tre album da solista, One Year, Journey e Ennismore. Nella collezioni vi sono due bonus track rilasciate originariamente come non-LP b-side in UK.
Blunstone continua a essere attivo, come con la band Manfred Mann, e spesso collabora con Rod Argent. Alcuni recenti album sono As Far As I Can See, metà anni '90, Echo Bridge e Out of the Shadows (con Rod Argent).

### Zombies reunion
Nel 2004, Blunstone e Rod Argent registrarono As Far as I Can See..., nuovo album stile Zombies. L'ultimo album e DVD Colin Blunstone & Rod Argent of the Zombies Live at the Bloomsbury Theatre vennero accolti positivamente, così come il tour 2007 in USA. Un critico scrisse: "The Zombies, still led by original keyboard wizard Rod Argent and featuring the smoked-silk vocals of Colin Blunstone, is the best 60s band still touring which doesn't have Mick Jagger as a front man".
Blunstone continuò nel 2009 il tour con Argent come Zombies, e nell'aprile 2009 i membri storici suonarono Odessey and Oracle. Nel 2015 un articolo su PopMatters, del giornalista J.C. Maçek III quotò Argent circa l'ultimo album degli Zombies, Still Got That Hunger. Argent disse: "Still Got That Hunger, is the first album that has really recaptured some of the resonance of feeling of a group. We're so tight as a group together now. And the whole process has become so organic that we're 100% happy with the Zombies name and rediscovering and playing all the old stuff and at the same time carving a new path forward which is also very, very important to us."
Nel 2012, Blunstone partecipò alla posa della targa Blue Plaque presso Blacksmith's Arms, a St Albans nel pub dove gli Zombies si incontrarono la prima volta per suonare.

### Radio, televisione e film
Blunstone è apparso diverse volte in trasmissioni radiotelevisive nel Regno Unito e in colonne sonore. Assieme alla sua band ha eseguito sessioni per John Peel e Johnnie Walker, e a the Old Grey Whistle Test nel 1971, con esibizioni dal vivo con un quartetto d'archi.
Blunstone apparve in The Savages (2001) e Keep the Aspidistra Flying (1997) come cantante. Altre apparizioni televisive includono The Dan and Dusty Show (2004) come Zombies, Shindig! Presents British Invasion Vol. 2 (1992) sempre come Zombies, e Pop Quiz (1982). L'unica parte cinematografica è in Bunny Lake Is Missing (1965), diretto da Otto Preminger (come Zombies) e protagonista Laurence Olivier.

## Vita privata
Blunstone è sposato con Suzy Blunstone e hanno una figlia.

## Discografia

### Da solista
Album in studio
- 1971 - One Year (Epic Records, EPC 64557)
- 1972 - Ennismore (Epic Records, EPC 65278)
- 1974 - Journey (Epic Records, EPC 65805)
- 1976 - Planes (Epic Records, EPC 81592)
- 1978 - Never Even Thought (Rocket Records, C 062-61328)
- 1979 - Late Nights in Soho (Rocket Records, 9103 510)
- 1990 - Colin Blunstone Sings His Greatest Hits (DJCD 3685)
- 1995 - Echo Bridge (Permanent Records, PERMCD 38)
- 1995 - Live at BBC (Windsong Records, WINDCD 079)
- 1998 - The Light Inside (Mystic Records, MYS CD 125)
- 2009 - The Ghost of You and Me (Ennismore Records, ENNISCD1)
- 2012 - On the Air Tonight (Ennismore Records, ENNISCD2)

Raccolte
- 2010 - The Best of Colin Blunstone (Camden Records, 88697695772)

Singoli
- 1971 - "Mary, Won't You Warm My Bed" / "I Hope I Didn't Say Too Much Last Night" (Epic Records EPC 7095)[19]
- 1971 - "Caroline, Goodbye" / "Though You Are Far Away" (Epic Records, EPC 7520)
- 1972 -  "Say You Don't Mind" / "Let Me Come Closer" (Epic Records EPC 7765) (UK #15)[20]
- 1972 - "I Don't Believe in Miracles" / "I've Always Had You" (Epic Records EPC 8434) (UK #31)[20]
- 1973 - "How Could We Dare To Be Wrong" / "Time's Running Out" (Epic Records EPC 1197) (UK #45)[20]
- 1973 - "Wonderful" / "Beginning" (Epic Records, EPC 1775)
- 1974 - "It's Magical" / "Summersong" (Epic Records EPC 2413)
- 1976 - "When You Close Your Eyes" / "Good Guys Don't Always Win" (Epic Records, EPC 4576)[19]
- 1976 - "Planes" / "Dancing in the Dark" (Epic Records, EPC 4752)
- 1977 - "Beautiful You" / "It's Hard to Say Goodbye" (Epic Records, EPC 5009)
- 1977 - "Lovin' and Free" / "Dancing in the Dark" (Epic Records, EPC 5199)
- 1978 - "I'll Never Forget You" / "You Are The Way For Me" (Epic Records, EPC 6320)
- 1978 - "Ain't It Funny" / "Who's That Knocking?" (Epic Records, EPC 6535)
- 1978 - "Photograph" / "Touch And Go" (Epic Records, EPC 6793)
- 1981 - "What Becomes of the Brokenhearted" (with Dave Stewart) / "There Is No Reward" (non-Blunstone B-side) (Stiff Broken Records, Broken 1) (UK #13)[20]
- 1981 - "Miles Away" / "Excerpts From Exiled" (non-Blunstone B-side) (Panache Records, PAN1)
- 1982 - "The Tracks of My Tears" / "Last Goodbye" (PRT Records, 7P 236) (UK #60)[20]
- 1982 - "Old and Wise" / "Children of The Moon" (non-Blunstone B-side) (Arista Records, ARIST 494) a nome The Alan Parsons Project)[21]
- 1983 - "Touch" / "Touch" (instrumental) (PRT Records, 7P 264)
- 1986 - "Where Do We Go From Here?" / "Helen Loves Paris"(Sierra Records, FED 22)
- 1986 - "She's Not There" / "Who Fires The Gun" (Sierra Records, FED 27)
- 1988 - "Cry an Ocean" / "Make It Easy" (I.R.S. Records, IRM 151)
- 1991 - Say You Don't Mind / Still Burning Bright (JSE Records, ESS 2001)[19]
- 1992 - Every Living Moment / Perfect Vision (non-Blunstone B-side) (General Portgolio Records, LEK 1)[19]
- "So much more" – Go Entertainment (Jan 2013)

Come Neil MacArthur
- 1969 - "She's Not There" / "World of Glass" (Deram, DM 225) (UK #34)[22]
- 1969 - "Don't Try to Explain" / "Without Her" (Deram Records, DM 262)
- 1969 - "It's Not Easy" / "12:29" (Deram Records, DM 275)

Ospite
Con The Alan Parsons Project
- 1978 - Pyramid (Arista Records, SPART 1054) – "The Eagle Will Rise Again"
- 1982 - Eye in the Sky (Arista Records, 204 666) – "Old and Wise" (UK No. 74,[20] US #22)
- 1984 - Ammonia Avenue (Arista Records, 206 100) – "Dancing on a Highwire"
- 1985 - Vulture Culture (Arista Records, 206 577) – "Somebody Out There"

Con Mike Batt
- 1979 - Tarot Suite (Epic Records, EPC 86009) a nome Mike Batt and Friends - Losing Your Way in the Rain

Con Iva Twydell
- 1982 - Duel (Tunesmith Records, TS 6015) - accompagnamento vocale - cori

Con Keats
- 1984 - Keats (EMI Records, EJ 2401741) - voce solista

Con The Crowd
- 1985 - You'll Never Walk Alone (Spartan Records, 12 BRAD 1) 45 RPM

Con Don Airey
- 1988 - K2: Tales of Triumph and Tragedy (MCA Records, 255 981-1) - Julie (If You Leave Me)

Con Nadieh
- 1989 - No Way Back (Mercury Records, 838 326-2) – "Splendid Morning" (duetto: Nadieh e Colin Blunstone)

Con The Bolland Project
- 1991 - Darwin (The Evolution) (Dino Music Records, 90 70 117) – "The Way of the Evolution" e "Emma My Dear"

Con Rod Argent
- 2001 - Out of the Shadows (Redhouse Records, REDHCD 2)
- 2005 - Live at the Bloomsbury Theatre (Rhino Records, R2 74839)

Con The Zombies e Rod Argent
- 2011 - Breathe Out - Breathe In (Red House Records, REDHCD 6)
- 2012 - Recorded Live in Concert at Metropolis Studios, London (Salvo Records, salvosvx005) CD + DVD